# Campionato sudafricano di Formula 1 1973
La stagione 1973 del Campionato sudafricano di Formula 1 fu la quattordicesima della serie. Partì il 6 gennaio e terminò il 20 ottobre, dopo 12 gare. Il campionato venne vinto da Dave Charlton su Lotus-Ford Cosworth.

## La pre-stagione

### Il calendario
| Gara | Gran Premio                              | Circuito                                       | Giri | Lunghezza          | Data         |
| ---- | ---------------------------------------- | ---------------------------------------------- | ---- | ------------------ | ------------ |
| 1    | Cape South Easter Trophy                 | Killarney Motor Racing Complex, Città del Capo | 40   | 40x3,267=130,68 km | 6 gennaio    |
| 2    | Highveld 100                             | Circuito di Kyalami                            | 40   | 32x4,094=163,76 km | 27 gennaio   |
| 3    | Goldfields Autumn Trophy                 | Circuito di Goldfields                         | 40   | 40x4,168=166,72 km | 30 marzo     |
| 4    | Mercury 100                              | Circuito di Roy Hesketh, Pietermaritzburg      | 60   | 60x2,901=174,06 km | 23 aprile    |
| 5    | South African Republican Festival Trophy | Circuito di Kyalami                            | 40   | 40x4,094=163,76 km | 26 maggio    |
| 6    | Bulawayo 100                             | Circuito di Bulawayo                           | 40   | 40x4,079=163,16 km | 10 giugno    |
| 7    | Natal Winter Trophy                      | Circuito di Roy Hesketh, Pietermaritzburg      | 60   | 60x2,901=174,06 km | 1º luglio    |
| 8    | Rand Winter Trophy                       | Circuito di Kyalami                            | 40   | 40x4,094=163,76 km | 4 agosto     |
| 9    | False Bay 100                            | Killarney Motor Racing Complex, Città del Capo | 50   | 50x3,267=163,35 km | 25 agosto    |
| 10   | Gran Premio della Rhodesia               | Circuito di Bulawayo                           | 40   | 40x4,079=163,16 km | 23 settembre |
| 11   | Rand Spring Trophy                       | Circuito di Kyalami                            | 40   | 40x4,094=163,76 km | 6 ottobre    |
| 12   | Goldfields 100                           | Circuito di Goldfields                         | 40   | 40x4,168=166,72 km | 20 ottobre   |

## Piloti e Team
I seguenti piloti hanno partecipato al campionato 1973:
| Team                            | Vettura                | #  | Pilota           | GP                 |
| ------------------------------- | ---------------------- | -- | ---------------- | ------------------ |
| Lucky Strike Scuderia Scribante | Lotus 72-Cosworth      | 1  | Dave Charlton    | Tutte              |
| Lucky Strike Scuderia Scribante | March 721-Cosworth     | 2  | Meyer Botha      | 1-3                |
| Lucky Strike Scuderia Scribante | March 721-Cosworth     | 2  | John McNicol     | 7-9, 11-12         |
| Lucky Strike Blignaut Racing    | Tyrrell 004-Cosworth   | 3  | Eddie Keizan     | Tutte              |
| Embassy SA Blignaut Racing      | Surtees TS8-Cosworth   | 4  | Nols Niemann     | 1-6, 8-12          |
| Lexington Racing                | March 722-Cosworth     | 5  | Guy Tunmer       | 2-12               |
| Lexington Racing                | Lola T190-Cosworth     | 23 | Fed Cowell       | 2, 4, 8, 10-12     |
| Team Gunston                    | Chevron B25-FVC        | 6  | John Love        | 1-11               |
| Team Gunston                    | Chevron B25-FVC        | 7  | Peter de Klerk   | 3, 5-6             |
| Team Gunston                    | Chevron B25-FVC        | 8  | Ian Scheckter    | 1-10, 12           |
| Team Pretoria Wynns             | Brabham BT38-FVC       | 9  | Jackie Pretorius | 1-4, 6-10, 12      |
| Team Pretoria Wynns             | Surtees TS5-Cosworth   | 17 | Rob Thomas       | 1-5, 7-8           |
| South Coast Motors              | Chevron B20-Ford       | 10 | Tony Martin      | 3-9, 11-12         |
| Team Wynns                      | McLaren M10A-Chevrolet | 11 | Paddy Driver     | 1-10, 12           |
| Paradise Beach Team Wynns       | McLaren M10B-Chevrolet | 14 | Derek Tunmer     | 2-8, 11            |
| Team Domingo                    | McLaren M10A-Chevrolet | 15 | Mike Domingo     | 1-2, 4, 6-8, 10-12 |
| Team Domingo                    | McLaren M10A-Chevrolet | 19 | Kipp Ackermann   | 1-5, 7-8, 11-12    |
| Team Domingo                    | Lola T142-Cosworth     | 25 | Joe Domingo      | 1-8, 10-12         |
| Power Developments              | Surtees TS5-Cosworth   | 16 | Peter Haller     | Tutte              |
| Power Developments              | Surtees TS5-Cosworth   | 20 | John McNicol     | 1-2, 4-7, 9-11     |

## Risultati e classifiche

### Risultati
| Gara | Circuito    | Pole Position | GPV           | Vincitore     | Vettura               |
| ---- | ----------- | ------------- | ------------- | ------------- | --------------------- |
| 1    | Killarney   | Dave Charlton |               | Dave Charlton | Lotus-Ford Cosworth   |
| 2    | Kyalami     | Dave Charlton | John Love     | Dave Charlton | Lotus-Ford Cosworth   |
| 3    | Goldfields  | Dave Charlton |               | Dave Charlton | Lotus-Ford Cosworth   |
| 4    | Roy Hesketh | Dave Charlton | John Love     | Dave Charlton | Lotus-Ford Cosworth   |
| 5    | Kyalami     | Dave Charlton |               | Dave Charlton | Lotus-Ford Cosworth   |
| 6    | Bulawayo    | Dave Charlton | John Love     | Eddie Keizan  | Tyrrell-Ford Cosworth |
| 7    | Roy Hesketh | Eddie Keizan  |               | Dave Charlton | Lotus-Ford Cosworth   |
| 8    | Kyalami     | Dave Charlton | Dave Charlton | Dave Charlton | Lotus-Ford Cosworth   |
| 9    | Killarney   | Eddie Keizan  | Eddie Keizan  | Dave Charlton | Lotus-Ford Cosworth   |
| 10   | Bulawayo    | Dave Charlton |               | Dave Charlton | Lotus-Ford Cosworth   |
| 11   | Kyalami     | Dave Charlton | Dave Charlton | Dave Charlton | Lotus-Ford Cosworth   |
| 12   | Goldfields  | Dave Charlton |               | John McNicol  | March-Ford Cosworth   |

### Classifica Piloti
Vengono assegnati punti secondo lo schema seguente:
| Punti | 9 | 6 | 4 | 3 | 2 | 1 |

| Pos | Pilota           | CSE | HIG | GAT | MER | SAR | BUL | NWT | FWT | FAB | RHO | RST | GOL | Punti |
| --- | ---------------- | --- | --- | --- | --- | --- | --- | --- | --- | --- | --- | --- | --- | ----- |
| 1   | Dave Charlton    | 1   | 1   | 1   | 1   | 1   | 4   | 1   | 1   | 1   | 1   | 1   | Rit | 93    |
| 2   | Eddie Keizan     | 2   | Rit | 5*  | 2   | 2   | 1   | Rit | 2   | 2   | 2   | 2   | Rit | 53    |
| 3   | Paddy Driver     | 3   | 2   | 2   | 3   | 3   | 5   | 2   | 3   | 4   | 3   | 4   | 2   | 52    |
| 4   | Ian Scheckter    | Rit | Rit | 3   | 4   | 4   | 2   | 4   | 5   | 5   | 4   |     | 4   | 29    |
| 5   | John McNicol     |     |     |     |     |     |     | 3   | 4   | Rit |     | 3   | 1   | 20    |
| 6   | John Love        | Rit | 3   | 4   | NP  | 5   | 7*  | 5   | 6   | 6   | 5   | Rit |     | 15    |
| 7   | Jackie Pretorius | 4   | 4   | 8   | Rit |     | 3   | Rit | Rit | Rit | Rit |     | 3   | 14    |
| 8   | Nols Niemann     | 8   | 10  | Rit | 9   | 6   | 8   |     | Rit | 3   | Rit | 9   | 7   | 5     |
| 9   | Guy Tunmer       |     | NP  | 6   | 5   | 8   | Rit | 6   | Rit | Rit | 6   | Rit | Rit | 5     |
| 10  | Meyer Botha      | 5   | 5   | Rit |     |     |     |     |     |     |     |     |     | 4     |
| 11  | Peter Haller     | Rit | NP  | 10  | 6   | 9   | 9   | 8   | 9   | Rit | 7   | SQ  | 5   | 3     |
| 12  | Tony Martin      |     |     | Rit | 8   | Rit | NP  | 7   | 7*  | Rit |     | 5   | 8   | 2     |
| 13  | Mike Domingo     | 6   | 6   |     | Rit |     | Rit | 11  | Rit |     | Rit | 8   | 10  | 2     |
| 14  | Peter de Klerk   |     |     | 7   |     | 7   | 6   |     |     |     |     |     |     | 1     |
| 15  | Kipp Ackermann   | 9   | Rit | 9   | Rit | Rit |     | 9   | 8   |     |     | 6   | 9   | 1     |
| 16  | Gary Ainscough   |     |     |     |     |     |     |     |     |     |     | 8   | 6   | 1     |
| 17  | Joe Domingo      | Rit | 7   | 11  | 10  | Rit | Rit | Rit | 10  |     | Rit | 10  | 11  | 0     |
| 18  | Derek Tunmer     |     | Rit | Rit | 7   | NP  | 11  | Rit | Rit |     |     | Rit |     | 0     |
| 19  | Peter Gethin     | 7*  |     |     |     |     |     |     |     |     |     |     |     | 0     |
| 19  | Andrew Thompson  |     |     |     |     |     |     |     | Rit |     |     | 7   |     | 0     |
| 21  | Noddy Limberis   | Rit | 8   |     | NP  | 11  | 10  | 10  |     | Rit | 10  | Rit |     | 0     |
| 22  | Fed Cowell       |     | 9   |     | 11  |     |     |     | Rit |     | 9   | Rit | 12  | 0     |
| 23  | Rob Thomas       | NP  | NP  | NP  | Rit | 10  |     | Rit | Rit |     |     |     |     | 0     |
|     | Richard Sterne   |     |     |     |     |     | Rit |     |     |     |     |     |     | -     |
|     | Arnold Charlton  |     |     |     |     |     | Rit |     |     |     |     |     |     | -     |
|     | Brian von Hage   |     |     |     |     |     |     |     |     | NP  |     |     |     | -     |
|     | Mike Hearn       |     |     |     |     |     |     |     |     |     |     |     | NP  | -     |
| Pos | Pilota           | CSE | HIG | GAT | MER | SAR | BUL | NWT | FWT | FAB | RHO | RST | GOL | Punti |

| Colore  | Risultati                                                         |
| ------- | ----------------------------------------------------------------- |
| Oro     | Vincitore                                                         |
| Argento | 2º posto                                                          |
| Bronzo  | 3º posto                                                          |
| Verde   | Finita, a punti                                                   |
| Blu     | Finita, senza punti Finita, non classificato (NC)                 |
| Viola   | Non finita (Rit)                                                  |
| Rosso   | Non qualificato (NQ) Non pre-qualificato (NPQ)                    |
| Nero    | Squalificato (SQ)                                                 |
| Bianco  | Non partito (NP)                                                  |
| Celeste | Disputa solo le prove (SP)                                        |
| Celeste | Iscritto alle prove libere - Terzo pilota (TP) - dal 2003 al 2006 |
| Vuoto   | Non prende parte alle prove (NPR)                                 |
| Vuoto   | Iscritto ma non presente, non arrivato (NA)                       |
| Vuoto   | Ritirato prima dell'evento (WD)                                   |
| Vuoto   | Infortunato (INF)                                                 |
| Vuoto   | Escluso (ES)                                                      |
| Vuoto   | Gara cancellata (C)                                               |